# 巴达加奇
巴达加奇（Badhagachhi），是印度西孟加拉邦Hugli县的一个城镇。总人口4718（2001年）。

## 人口
该地2001年总人口4718人，其中男性2415人，女性2303人；0—6岁人口509人，其中男274人，女235人；识字率70.31%，其中男性为74.82%，女性为65.57%。